# Golgotavirág

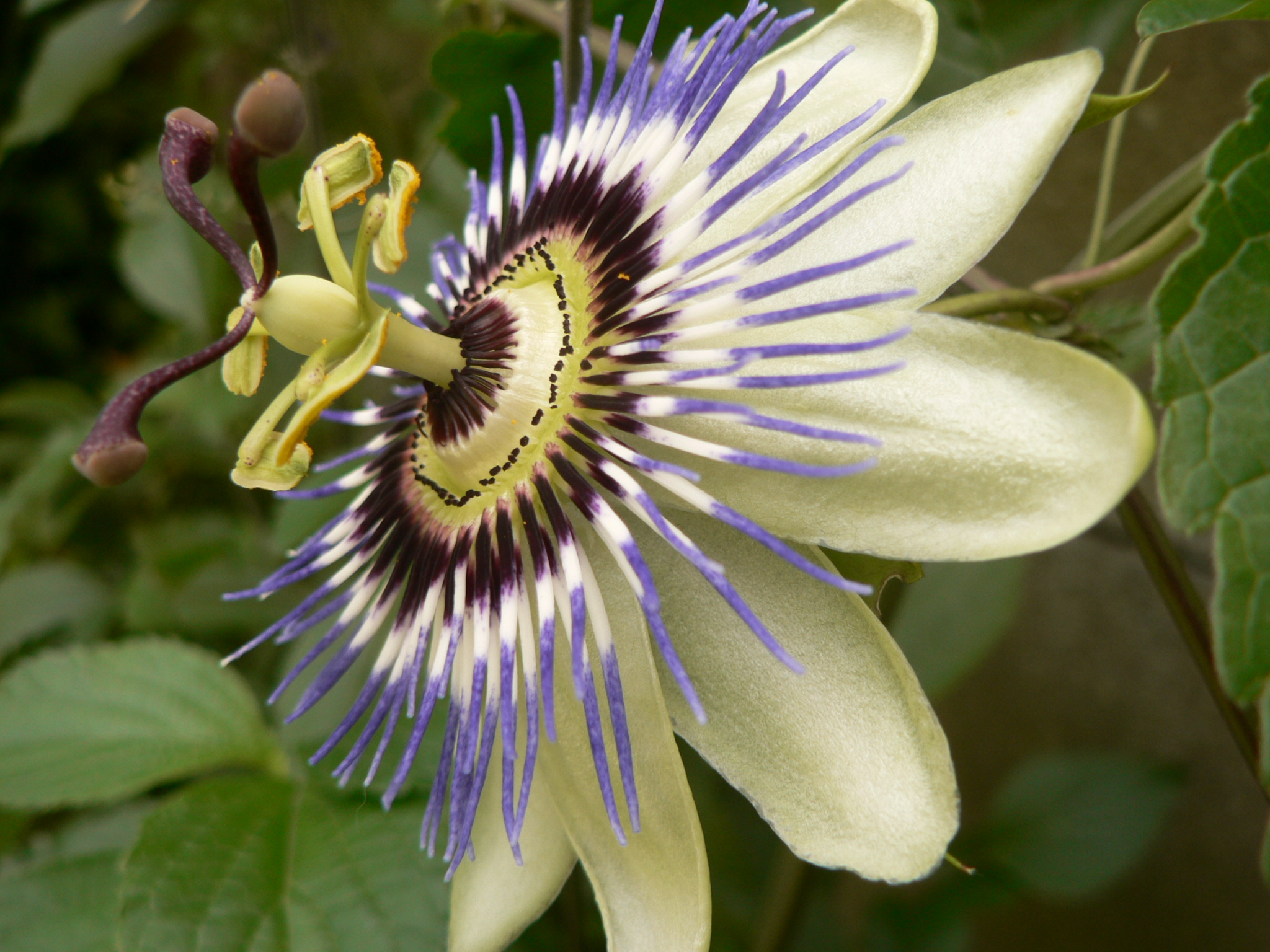
Kék golgotavirág (Passiflora caerulea)

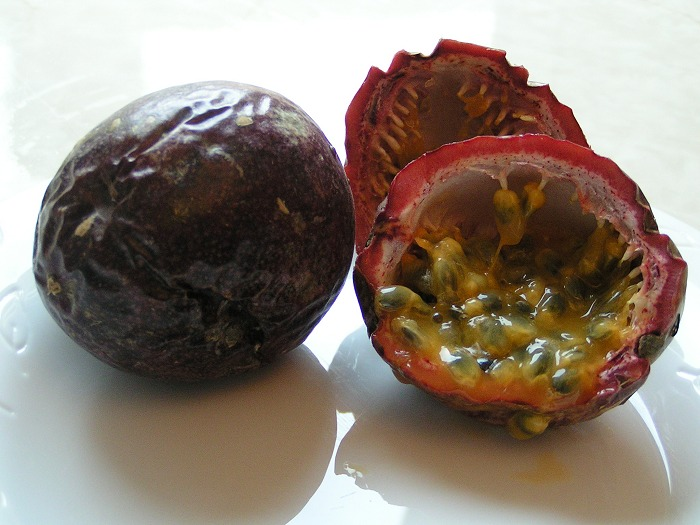
Passiógyümölcs félig kikanalazott magokkal

A golgotavirág (Passiflora) a Malpighiales rendbe tartozó golgotavirág-félék (Passifloraceae) család egyik nemzetsége. A korábbi rendszertanok az akkor még csak ezt az egy nemzetséget tartalmazó családot az ibolyavirágúak (Violales) rendjébe sorolták.

## Nevének eredete
A „golgotavirág” név a latin Passiflora elnevezés fordítása. A latin név a 17. század elejéről ered („passio” = szenvedés, „flor” = virág). Jacomo Bosio szerzetestanítvány és művész állította párhuzamba Jézus Krisztus szenvedéstörténetét (Passió vagy Golgota) és a korábban alig látható bimbóból a reggeli órákban kibomló, majd gyorsan elhervadó virágot. Későbbi szerzők, így a jezsuita J. B. Ferrari szerint Krisztus keresztútját a virág egyes részei szimbolizálják:
- a három bibeszál a három szög, amikkel Jézust a kereszthez szegezték;
- a bibe az ecettel átitatott szivacs;
- a nyeles magház a kehely, amit ki kellett innia;
- az öt portok az öt sebhely;
- a 72 szálból álló sugárkoszorú a töviskoszorú 72 tövise;
- a hármasan szeldelt lomblevél a lándzsa hegye;
- a kacs a korbács.

Ebben a szimbolikában a fehér szín (a Passiflora incarnata sugárkoszorút alkotó szálaiban) Jézus Krisztus ártatlanságát jelképezi. Más értelmezés szerint a sugárkoszorú a dicsfényt, egyéb fajok ötszörösen összetett levele az ellenség kezét, a tíz sziromlevél pedig a tíz apostolt (Pétert és Júdást nem számítva), a középső oszlop pedig Jézus keresztjét jeleníti meg. Éppen ezért azt tartották róla, hogy a dél-amerikai indiánok megtérítésére szolgál.

## Előfordulásuk
A golgotavirágfajok Észak-, Közép- és Dél-Amerika trópusi és szubtrópusi térségein, valamint Délkelet-Ázsiában, számos indonéz szigeten és Ausztrália keleti felén őshonosak.
A termesztett fajokat és változatokat (kivált a dísznövényeket) szerte a világon megtalálhatjuk, főként Dél- és Közép-Afrikában, Új-Zélandon, Indiában valamint Indonéziában. Európában először egy Monardes nevű spanyol orvos említette 1569-ben, és a 17. században terjedt el.
Sokfelé termesztik; így Dél-Amerikában, Ausztráliában, Srí Lankán, Hawaiin, Dél- és Közép-Afrikában, Új-Zélandon, Új-Guineában és a Fidzsi-szigeteken, valamint a két nagy exportőr országban: Indiában és Indonéziában. Rendszeresen három faját termesztik: a maracuját (Passiflora edulis), a csengőgranadillát (Passiflora laurifolia) és az óriás passiógyümölcsöt (Passiflora quadrangularis). Értékesebb gyümölcse miatt a maracuja a legkedveltebb, ez az igazi passiógyümölcs. Sárga termésű változata, a Passiflora edulis varietas flavicarpa egyre jobban terjed.

## Jellemzői
Kúszó szárú, csavarodó kacsokkal kapaszkodó évelő; tövükön fásodó indái Dél-Amerikában a 80 m hosszt is elérhetik. A fajok többsége fáról fára kúszó, tipikus liánféle, de van közöttük félcserje, sőt, kisebb fává terebélyesedő faj is. Jól tűrik a napot, de félárnyékos helyen is szépen díszlenek: verandák, ablakok mutatós árnyékoló növényei.
Fényes zöld, háromkaréjos, sima felületű levelei váltakozó állásúak. A fiatal levelek tövéből virág, a hajtások hónaljrügyeiből ágkacs ered.
Virágai kétivarúak és öntermékenyülők. Egyes fajok virágának egyáltalán nincs sziromlevele, másokén (mint például a névadó P. incarnatáén) még szőrkoszorúszerű álszirmok tömege (koronaszerű mellékpárta) is nő. Néhány faj virágának átmérője elérheti a 10 cm-t. A legtöbb faj csak tűző napon virágzik. Egy-egy virág 24-48 óráig nyílik. Természetes élőhelyén rovarok és apró madarak porozzák be (erre a Kárpát-medencében nevelt példányoknál nem számíthatunk).
Kerek, sárga vagy narancssárga, igen ízletes, édes-savanykás-csípős gyümölcse a passiógyümölcs vagy maracuja. Mintegy 50–60 faj termése ehető. A termést spanyolul granadillának („gránátalmácska”) is nevezik, mert az egyrekeszű, sokmagvú bogyó kerekded, apró magjai miatt egy kissé hasonlít a gránátalmára. A maracuja és a csengőgranadilla termése 5–8 cm-es, az óriás passiógyümölcsé 15–20 cm-es. A savanykás, markáns ízű pulpában ülő, szív alakú magok a szerető szív jelképei. A 2–4 mm-es magokon kerekded, lyukszerű bemélyedések találhatók.

## Fajok, változatok
A nemzetségbe mintegy 467 faj tartozik. Ezek közül többet különböző okokból (szépségéért, gyógynövényként, gyümölcséért stb.) termesztenek, úgyhogy ezek számtalan változatát, illetve hibridjét is forgalmazzák.

## Termesztése

### Tartása
Tartása egyszerű; a törődést, gondoskodást intenzív növekedéssel és sok virággal hálálja meg. Az ehető gyümölcsű fajták termése az ínyencek igazi csemegéje.
Meleg, jól szellőző, világos helyet igényel, de egyes fajtái a félárnyékot is elviselik. Az optimális hőmérséklet 13-18 °C. Edényben könnyen nevelhető, szinte minden jó vízáteresztő talajban szépen díszlik. Azt szereti, ha a földben sok a humusz és a mész. Áprilisban kezd nőni, ekkortól hetente egyszer kell locsolni. Ha két-három hetenként tápoldatot is adunk neki, azt bőséges virágzással hálálja meg, de ha túltrágyázzuk, kevesebb virágot hoz és több lombot hajt. Helyigényes, mert kúszó hajtásai akármilyen hosszúra megnőhetnek. Ideális helye lehet egy nagy, délre néző ablak, de erkélyre, balkonra, teraszra is kitehetjük. Kertbe kiültetve felfutatthatjuk a kerítésre, rácsokra, koszorú alakban elhelyezett dróthurkokra. Májustól szeptemberig virágzik; ezt elősegíthetjük, ha eltávolítjuk róla a gyenge ágakat. A kevésbé illatos virágok csak 24 óráig nyílnak. Nálunk biztos termésre csak mesterséges megporzással számíthatunk; ehhez a kinyílt virágok porzóiról a virágport finom ecsettel vigyük át a bibére. Az is jó megoldás, ha kis csipesszel a porzót lecsípjük, és a rajta levő virágport a bibére kenjük. Ha nincs elég virágpor, egy másik golgota porzóját is használhatjuk. Az egyik legjobb beporzó faj a kékvirágú golgota.
A magról szaporított növények a negyedik-ötödik évben virágoznak, a dugványok és bujtások már a második-harmadik évtől egész nyáron virágoznak és teremnek. Nyáron a kertbe kiültetett növények óriási felületeket képesek befutni, de az így nevelt töveket ősszel ki kell ásni, bár különösen enyhe teleken, betakarva a szabadban is áttelelhetnek. Az áttelelt növény a következő évben hatalmasra fejlődik; a sok-sok virág igazi egzotikus látványt nyújt – a szabadföldi teleltetés azonban nagyon kockázatos.

### Teleltetése
Hűvös helyen (5–10 °C), kevés locsolással, de úgy, hogy a földlabdájuk soha ne száradjon ki teljesen. A kertbe kiültetett növények kevésbé fagyos teleken, védett helyen száraz levéllel betakarva is áttelelhetnek. Télen nem kell trágyázni. Ha télen is meleg helyen tartjuk és rendszeresen öntözzük, tápoldatozzuk, folytathatja a virágzást. Tavasszal kb. 20 cm-esre vágjuk vissza őket. Nem kell őket évente átültetni.

### Szaporítása
A csúcshajtások 3-4 hét után legyökeresednek. Tavasszal megpróbálkozhatunk a magvetéssel is: a magvakat cserépbe, szaporítóládába, homokba vagy laza humuszos talajba vessük, és üveglappal takarjuk le, majd tartsuk meleg, napos helyen. A magoncokat 3-4 leveles korukban ültessük át külön cserepekbe. A nyári termés magját rögtön elvethetjük, a késő ősziekkel várjuk meg a tavaszt. A magról nevelt növények a 4-5. évben, a dugványozással vagy bujtással szaporítottak már a 2-3. évben elkezdenek virágozni.
Magról, hajtásdugványokkal és bujtatva is könnyen szaporítható. A magokat az érett termésből kiszedjük; rövid (1–1,5 napos) erjesztés után a húsrészeket könnyen lemoshatjuk. A magvakat homokba vagy laza szerkezetű, humuszos talajba vessük; az üveggel lefedett cserepeket tartsuk meleg, napos helyen. Néhány nap alatt megindul a csírázás. 3–4 leveles (ezek a levelek még nem hasonlítanak az ujjasan osztott, fejlett levelekre) korukban ültessük át őket külön cserepekbe, jó komposztos talajba. A nyári termések magját rögtön elvethetjük, a késő őszi termésekét tanácsosabb tavasszal vetni.
Tenyészidőben a hajtások minden részéből jó dugványt készíthetünk. Homokban, kis cserepekben (szaporító ládákban), meleg helyen jól gyökeresednek. A dugványozáshoz 2–3 leveles (nóduszos) darabokat vágjunk, és az alsó két levelet tőből távolítsuk el. A dugványok alját a nódusz alatt 2–3 mm-rel vágjuk simára, majd 1,5–2 cm mélyen úgy ültessük a homokba, hogy felső leveleik teljesen a fényen maradjanak. Ha ezek a levelek túl nagyok, harmadukat ollóval vagy késsel vágjuk le. A gyökeresedéshez sok fény, meleg és pára kell – ilyenkor néhány hét múlva kis hajtások tűnnek fel a felső levél tövénél. A kis, gyökeres növényeket a homokból humuszos talajba ültessük át!
Virágzó és termő példányokat a leggyorsabban bujtással állíthatunk elő: az idősebb növények fejlett hajtásait dugjuk le másik edény laza homokos földjébe úgy, hogy a hajtás csúcsa a talajból (30–50 cm-t) kiálljon a talajból. Ha a talajt állandóan nedvesen tartjuk, a szárrész gyorsan gyökereket fejleszt, és az anyanövénytől elválasztva önálló, nagy példányokat kaphatunk, amelyek akár már a következő évben is virágba borulhatnak.
A magcsemetéket és gyökeres dugványokat tápanyagban gazdag komposzt és melegágyi föld keverékébe ültessük. A dugványokat óvatosan ültessük át, mert gyökereik könnyen letörnek a karfiolszerű kalluszról. Az edényes növények nyáron a szabadban szépen fejlődnek, a trágyaleves öntözést és a különböző tápoldatokat meghálálják. Sok vizet adjunk nekik, és a fiatal, egyhajtású növényeket csípjük vissza, hogy mielőbb elágazzanak. A gyorsan növekedő hajtásoknak kell valami, amire felkapaszkodhatnak. Erre a célra a leghatékonyabbak a rácsok.
A trópusokon nagy testű rovarok és apró madarak porozzák be – Magyarországon biztos termésre csak mesterséges beporzással számíthatunk. A teljesen kinyílt virágok portokjaiból finom ecsettel könnyen leválaszthatjuk a virágport, és azt óvatosan a bibére kenve helyettesíthetjük a rovarokat és a madarakat. A terméskezdemények már néhány nap múlva gömbölyödnek, a nem kötött virágok pedig rövidesen maguktól lehullanak.

### Kártevői
Kevés betegség és kártevő támadja meg. Külföldön és nálunk is károsítja a fonálféreg – ennek biztos jelei a gyökereken megjelenő göböcskék, dudorok. A fonálférges növény fejlődése lelassul vagy leáll; ezeket a növényeket meg kell semmisíteni (ha nem látunk ilyen dudorokat, akkor csak a földet kell cserélni.). Dugványaikból egészséges példányok nőnek. Néha a hangyák is okozhatnak károkat.
A fiatal hajtásokat előszeretettel támadja meg a levéltetű, ami ellen vegyszeres vagy biológiai módszerekkel (kenőszappanos lemosással, csalánlével) védekezhetünk. A melegebb időszakban károsíthatja a takácsatka is; ez ellen atkairtó szerekkel védekezhetünk – sajnos, az erősen károsított, elszíneződött levelű növényeket meg kell semmisíteni (akkor is sárga leveleket hoz, ha kevés neki a fény). Időnként fehér legyek lephetik el, ezek ellen a rovarirtó hatásos. Alaposan fújjuk be vele a növényt, hogy a peték is elpusztuljanak.

## Felhasználása
A maracuja szilvaszerű termései folyamatosan érnek. A gyümölcsökben sok az A-vitamin és a nikotinsav, továbbá a foszfor, a kalcium és a vas. Beérve maguktól lehullanak, és fokozatosan megráncosodnak – a cukor- és zamatanyagok eközben tovább gyarapodnak bennük. A termések szobahőmérsékleten hosszan tárolhatók – közben sok vizet vesztenek, de az ízük nem romlik. A teljesen érett gyümölcsök íze üdítő, savanykás-édes-csípős. A hosszában kettévágott termésekből a húsrész könnyen kikanalazható. Kevés cukor hozzáadásával különleges csemege. Desszertekhez, tortákba, gyümölcssalátákba, sörbetnek is jó.
A másik két termesztett faj inkább csak érdekesség. Az óriás passiógyümölcs nagy terméseit a sárgadinnyéhez hasonlóan fogyaszthatjuk, levét frissen tisztán vagy más gyümölcs levével keverve isszák. Egyes fajok (mint például a májusialma) levelében vagy gyümölcsében gyógyhatású anyagok is vannak.